# Rio Greul
O Rio Greul é um rio da Romênia, afluente do Pârâul Negru, localizado no distrito de Sibiu.